# Pilot Lake
Pilot Lake är en sjö i Kanada.   Den ligger i territoriet Northwest Territories, i den centrala delen av landet, 2 800 km nordväst om huvudstaden Ottawa. Pilot Lake ligger 302 meter över havet. Arean är 43 kvadratkilometer. Den sträcker sig 7,5 kilometer i nord-sydlig riktning, och 8,5 kilometer i öst-västlig riktning.
Trakten runt Pilot Lake är nära nog obefolkad, med mindre än två invånare per kvadratkilometer.